# Messor smithi
Messor smithi es una especie de hormiga del género Messor, subfamilia Myrmicinae.